# Ohnmachtsspiel
Beim sogenannten Ohnmachtsspiel oder Würgespiel wird absichtlich eine Ohnmacht herbeigeführt, welche auf einer reflektorischen Verlangsamung des Herzschlags, Blutdruckabfall und somit einem akuten Sauerstoffmangel im Gehirn beruht. Das Aufwachen kann mit einem durch den Sauerstoffmangel (Hypoxämie) bedingten euphorischen Gefühl oder Traum verbunden sein. Möglich sind verschiedene Verfahren, zum Beispiel  Hyperventilation, gefolgt von Strangulation, Zusammenpressen des Brustkorbs, Atmen gegen Widerstand (ähnlich dem Valsalva-Versuch) oder Abdrücken der Halsschlagader. In der Jugendsprache sind zahlreiche weitere  Bezeichnungen (Halstuchspiel, Tomatenspiel, Pilotentest, Bluttest) bekannt.

## Anlass und Wirkungsweise
Es handelt sich bei diesem Verfahren um die Herbeiführung eines Sauerstoffmangels. Vor allem Jugendliche suchen auf diese Weise Erfahrung in ungewöhnlichen Bewusstseinszuständen. Motive können Mutproben, Gruppendruck und pubertäre Experimentierlust sein.
Die autoerotische Selbststrangulation zur Steigerung des sexuellen Empfindens (vgl. Atemkontrolle) wird im Allgemeinen nicht zum Ohnmachtsspiel gezählt und vor allem von Erwachsenen praktiziert.
Die durch den geringen Sauerstoffpartialdruck im Blut verursachte Asphyxie kann bleibende Hirnschäden verursachen. Insbesondere die gefährliche Strangulationsmethode hat unter anderem in den Vereinigten Staaten (Choking Game) und in Frankreich (Jeu du foulard, frz. für „Halstuchspiel“) zu Todesfällen geführt.

## Geschichte
Im südfranzösischen Ort Manosque soll die Praktik bereits seit Anfang des 20. Jahrhunderts vielfach angewendet worden sein. Der aus diesem Ort stammende Schriftsteller Jean Giono hat die Methode in seiner 1948 entstandenen Novelle Faust au village beschrieben. In England soll das Spiel ebenfalls schon kurz nach dem Zweiten Weltkrieg verbreitet gewesen sein.

## Todesfälle
Eine Auswertung von Medienberichten durch die U.S. Centers for Disease Control and Prevention (CDC) identifizierte 82 mit dem Spiel in Zusammenhang stehende Todesfälle von amerikanischen Jugendlichen zwischen 6 und 19 Jahren im Zeitraum 1995 bis 2007 – die meisten davon bei dem gescheiterten Versuch, sich ohne Mitspieler mit Hilfsmitteln, wie zum Beispiel Gürteln, die Halsschlagadern kurzfristig abzudrücken, was zu einer tödlichen Strangulation führte. Der erste durch die Medien aufgegriffene Todesfall in Deutschland ereignete sich am 5. Dezember 2009 in Falkensee. Es sollen aber bereits zuvor mehrere Todesfälle in Deutschland vorgekommen sein. Auch Michael Hutchence, Sänger der australischen Rockband INXS, soll auf diese Weise ums Leben gekommen sein. In Österreich gab es im Mai 2016 das erste bekannte Todesopfer in Graz.

In Frankreich ist das Phänomen als Jeu du Foulard („Spiel mit dem Schal“) bekannt. Betroffene Eltern gründeten die Association de Parents d’Enfants Accidentés par Strangulation (APEAS) nachdem sie selbst Kinder verloren. In den USA verklagten Eltern das Videoportal TikTok für die Verbreitung der sogenannten Blackout Challenge, bei der ihre Töchter zu Tode kamen.

## Rezeption
In der Folge Fünf Minuten Himmel der Kriminalreihe Tatort wird das Ohnmachtsspiel unter Schülern thematisiert. 
In der Folge "Lügen haben kurze Beine" (Staffel 7, Folge 13) der Serie Alphateam – Die Lebensretter im OP wird ein 13-jähriges Mädchen in die Notaufnahme eingeliefert, das zusammen mit ihrer Stiefschwester das Ohnmachtsspiel probiert hat.
Auch in den Fernsehserien Auf Streife – Die Spezialisten auf Sat.1 und Berlin – Tag & Nacht auf RTL 2 wurde das Thema aufgegriffen. Im Spielfilm Jahrhundertfrauen (2016) muss die jugendliche Hauptfigur nach einem Ohnmachtsspiel ins Krankenhaus eingeliefert werden.
In dem Film Blue My Mind (2017) wird das Ohnmachtsspiel ebenfalls von einigen Jugendlichen durchgeführt. Die Protagonistin hat dabei eine kurze Vision, die sich auf das (übernatürliche) Ende des Films bezieht.